# Abebe Bikila

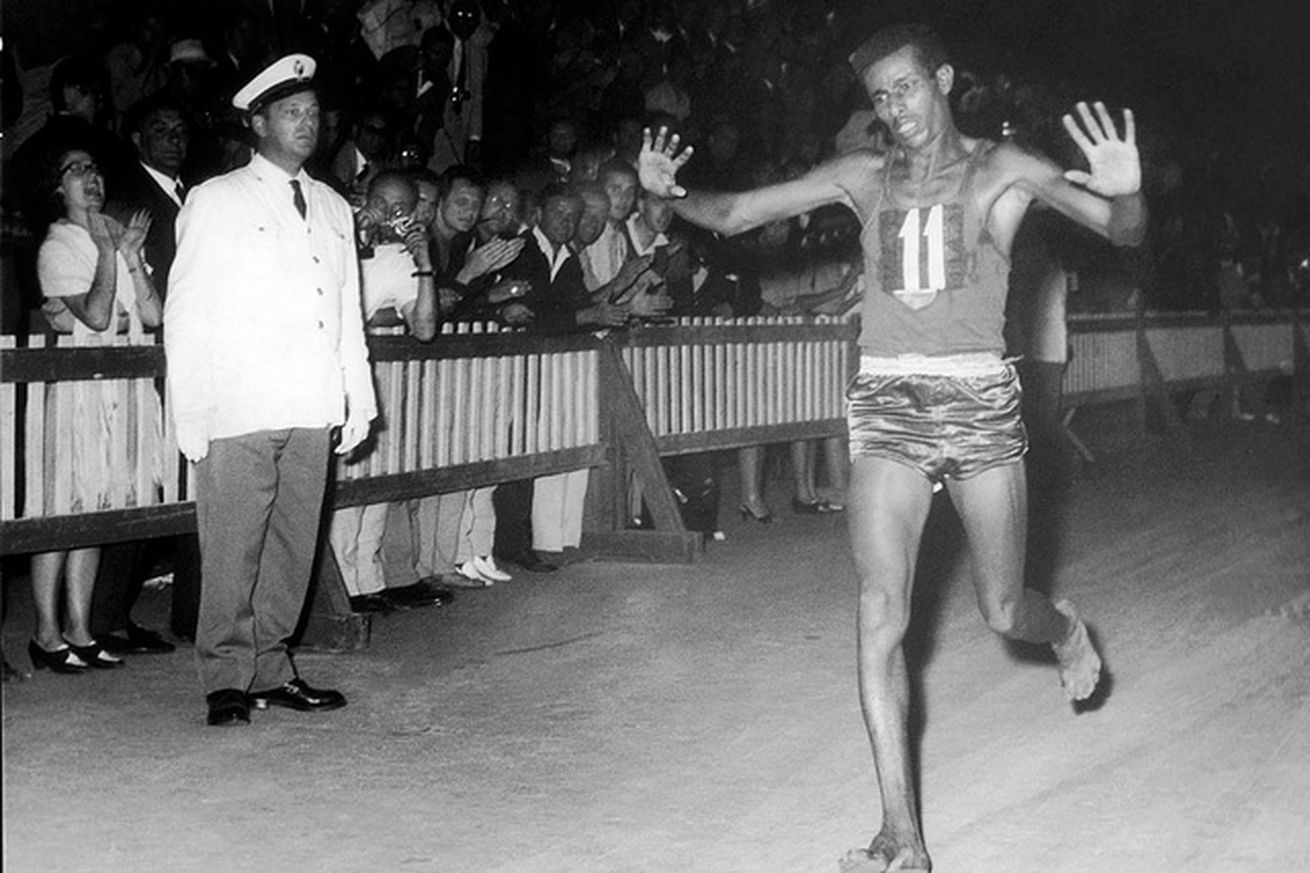
Abebe Bikila wint de marathon op de OS van 1960 in Rome.

Abebe Bikila (Amhaars: አበበ ቢቂላ; Oromo: Abbabaa Biqilaa) (Jato, 7 augustus 1932 – Addis Abeba, 25 oktober 1973) was een Ethiopische marathonloper en de eerste olympische medaillewinnaar van een zwart-Afrikaans land. Hij nam driemaal deel aan de Olympische Spelen en won hierbij twee gouden medailles. In totaal liep hij in zijn carrière vijftien marathons.

## Biografie

### Lijfwacht van de keizer
Bikila werd geboren als zoon van een herder. In 1944 sloot hij de traditionele "Gez"-school af, en op twintigjarige leeftijd wist hij met behulp van zijn broer, die al lijfwacht was, een plaats te bemachtigen bij de lijfwacht van de keizer van Ethiopië, Haile Selassie. Toen hij 22 jaar oud was trouwde hij Yewibdar Giorghis, met wie hij vier kinderen kreeg.

### Kwalificatie voor de Olympische Spelen
Zijn sportieve talent ontwikkelde zich, nadat hij een parade had bijgewoond van een stel Ethiopische soldaten in mooie uniformen, die in 1956 hadden deelgenomen aan de Olympische Spelen van Melbourne en de kleren hadden gekregen als beloning. Dat wilde hij ook en hij begon intensiever te trainen, ook buiten werktijd, wat zijn moeder met angst vervulde. Die dacht dat hij zijn lichaam voor altijd kapot zou lopen. Op de nationale militaire kampioenschappen in 1956 brak hij daarna onverwachts de Ethiopische records van Wami Biratu op zowel de 5000 m als de 10.000 m. Met deze indrukwekkende resultaten kwalificeerde hij zich voor de Olympische Zomerspelen 1960 die in Rome werden gehouden.

### Twee olympische titels in wereldrecordtijd
Bikila werd wereldberoemd door tijdens deze Spelen op blote voeten het wereldrecord marathon te verbeteren (2:15.16), waarmee hij winnaar werd.
In december van dat jaar pleegden de lijfwachten van de keizer in Ethiopië een staatsgreep, terwijl deze op staatsbezoek was in Brazilië. Nadat de staatsgreep was neergeslagen, was de keizer diep teleurgesteld over de trouweloosheid van sommige officieren en liet er een paar ophangen. Bikila werd vanwege zijn werk met de opstand in verband gebracht, maar wilde zijn vrienden niet verraden. Ook hij zat daarna enige tijd in de gevangenis en had eveneens opgehangen kunnen worden. Toen er echter geen bewijs werd gevonden van actieve deelname, werd de welwillendheid van de keizer zijn redding. Deze kon onmogelijk de grootste held van het land ophangen. Bikila kon hierdoor doorgaan met zijn marathonleven, om vervolgens al in 1961 de marathon op de Japanse kampioenschappen te winnen in 2:29.27.
Zes weken voor de Olympische Spelen van 1964 in Tokio moest Bikila aan zijn blindedarm worden geopereerd. Desondanks wist hij opnieuw het wereldrecord te verbeteren (2:12.12) en daarmee zijn olympische titel te prolongeren.
Zijn poging om op de Olympische Spelen van 1968 in Mexico-Stad een derde gouden medaille te winnen mislukte, omdat hij op het 15 km-punt wegens een vermoeidheidsbreuk in een middenvoetsbeentje moest opgeven.
In totaal won Abebe Bikila twaalf van de vijftien marathons waaraan hij gedurende zijn atletiekloopbaan deelnam.

### Verlamd na ongeval
Tijdens ongeregeldheden in Addis Abeba in de herfst van 1968, moest Bikila in zijn Volkswagen Kever uitwijken voor een groep protesterende studenten. Hij verloor de macht over het stuur, belandde in een greppel en raakte vanaf zijn middel verlamd. Negen maanden lang volgde hij revalidatie. Hoewel hij in een rolstoel zat, verloor hij nimmer zijn sportieve geest. In 1970 nam hij deel aan een wedstrijd sleerijden, waarvoor hij eigenlijk alleen als toeschouwer was uitgenodigd. Daar haalde hij goud op de 25 km en de 10 km. Zijn Zweedse coach Onni Niskanen overtuigde hem ervan dat hij moest meedoen aan de Olympische Spelen op het onderdeel boogschieten. Abebe maakte een grap dat hij de volgende keer de Olympische Spelen zou winnen in een rolstoel. Hij nam deel aan het wereldkampioenschap boogschieten voor gehandicapten in 1970 en behaalde een negende plaats.
In 1972 werd hij uitgenodigd als eregast op de Olympische Spelen in München. Daar zag hij hoe de Amerikaan Frank Shorter de marathon won. Shorter ontving zijn medaille en ging naar Bikila om deze de hand te schudden.

### Op 41-jarige leeftijd overleden
Abebe Bikila overleed in 1973 op 41-jarige leeftijd in Addis Abeba aan een intracerebraal hematoom, een ziekte waar hij meerdere maanden tegen gevochten had. Hij werd op de begraafplaats van de Sint-Jozefkerk in Addis Abeba begraven. Het nationale stadion is naar hem vernoemd. Tevens heeft het schoenenmerk Vibram een schoen naar Bikila vernoemd.
In 2012 werd hij opgenomen in de IAAF Hall of Fame.

### Varia
In de Amerikaanse stad Washington DC wordt jaarlijks een aan zijn nagedachtenis opgedragen hardloopwedstrijd georganiseerd, de Abebe Bikila Day International Peace Marathon.

## Titels
- Olympisch kampioen marathon -1960, 1964
- Japans kampioen marathon - 1961

## Persoonlijk record
| Onderdeel | Prestatie       | Datum           | Plaats |
| --------- | --------------- | --------------- | ------ |
| marathon  | 2:12.12 (ex-WR) | 21 oktober 1964 | Tokio  |

## Wereldrecords
| Datum             | Tijd      | Plaats |
| ----------------- | --------- | ------ |
| 10 september 1960 | 2:15.16,2 | Rome   |
| 21 oktober 1964   | 2:12.11,2 | Tokio  |

## Palmares

### 10.000 m
- 1962:  ISTAF in Berlijn - 29.00,8

### 10 Eng. mijl
- 1962:  10 EM van Kopenhagen 48.20,6

### marathon
- 1960:  marathon van Addis Ababa - 2:39.50
- 1960:  marathon van Addis Ababa - 2:21.23
- 1960:  OS - 2:15.16,2
- 1961:  marathon van Athene - 2:23.44,6
- 1961:  marathon van Osaka - 2:29.27
- 1961:  marathon van Košice - 2:20.12
- 1961:  marathon van Athene - 2:23.44,6
- 1961:  Japanse kamp. in Osaka - 2:29.27
- 1963: 5e Boston Marathon - 2:24.43
- 1964:  marathon van Addis Ababa - 2:23.14,8
- 1964:  marathon van Addis Ababa - 2:16.18,8
- 1964:  OS - 2:12.11,2
- 1965:  marathon van Tokio - 2:22.55,8
- 1966:  marathon van Zarauz - 2:20.28,8
- 1966:  marathon van Seoel - 2:17.04
- 1968: DNF OS

## Onderscheidingen
- IAAF Hall of Fame - 2012

1896: Spiridon Louis ·
1900: Michel Théato ·
1904: Thomas J. Hicks ·
1908: John Hayes ·
1912: Kenneth McArthur ·
1920: Hannes Kolehmainen ·
1924: Albin Stenroos ·
1928: Ahmed Boughéra El Ouafi ·
1932: Juan Carlos Zabala ·
1936: Sohn Kee-chung ·
1948: Delfo Cabrera ·
1952: Emil Zátopek ·
1956: Alain Mimoun ·
1960: Abebe Bikila ·
1964: Abebe Bikila ·
1968: Mamo Wolde ·
1972: Frank Shorter ·
1976: Waldemar Cierpinski ·
1980: Waldemar Cierpinski ·
1984: Carlos Lopes ·
1988: Gelindo Bordin ·
1992: Hwang Young-cho ·
1996: Josia Thugwane ·
2000: Gezahegne Abera ·
2004: Stefano Baldini ·
2008: Samuel Wanjiru ·
2012: Stephen Kiprotich ·
2016: Eliud Kipchoge ·
2020: Eliud Kipchoge ·
2024: Tamirat Tola
- Bibsys: 9057484
- Bibliothèque nationale de France: cb145703256 (data)
- Gemeinsame Normdatei: 133512053
- World Athletics: 14359309
- International Standard Name Identifier: 0000 0000 2410 0373
- Library of Congress Control Number: n85190428
- Bibliotheek van het Japanse parlement: 00620242
- Nederlandse Thesaurus van Auteursnamen: 302251626
- Réseau des bibliothèques de Suisse occidentale: 02-A010177778
- Système universitaire de documentation: 137840799
- Virtual International Authority File: 6124764
- WorldCat: E39PBJhhvQhr8RTQrYptDbRFrq